# Cerkiew Częstochowskiej Ikony Matki Bożej w Częstochowie
Cerkiew Częstochowskiej Ikony Matki Bożej – prawosławna cerkiew parafialna w Częstochowie. Należy do dekanatu Kraków diecezji łódzko-poznańskiej Polskiego Autokefalicznego Kościoła Prawosławnego.

## Opis
Cerkiew mieści się przy skrzyżowaniu ulicy Mikołaja Kopernika z ulicą Śląską.
Budowę świątyni rozpoczęto według projektu architekta Michała Bałasza z Białegostoku. Obecnie bryła budowli jest ukończona, ostatnim etapem są wykończenia. Kamień węgielny pod budowę cerkwi poświęcił patriarcha ekumeniczny Bartłomiej I w 1998. We wnętrzu świątyni mieści się współczesny ikonostas.
Nabożeństwa odbywają się co niedzielę o godzinie 10:00 i w sobotę wieczorem. Wejście głównymi drzwiami od strony narożnika ulic.
Wcześniej społeczność prawosławna posiadała cerkiew Świętych Cyryla i Metodego przy placu Władysława Biegańskiego, ale po odzyskaniu niepodległości w 1918 została ona przejęta przez katolików.